# Tarm Station
Tarm Station er en dansk jernbanestation i stationsbyen Tarm i Vestjylland.

## Historie
Tarm Station ligger på jernbanestrækningen Varde–Ringkøbing, som blev indviet 8. august 1875. Den er en del af Den vestjyske længdebane (Esbjerg–Struer).
Fra 4. november 1913 til 1. september 1940 var Tarm Station jernbaneknudepunkt, idet Varde-Nørre Nebel Jernbane (VNJ) var forlænget fra Nørre Nebel til Tarm. I den periode hed banen Varde-Nørre Nebel-Tarm Jernbane (VNTJ). Banen havde en tosporet remise på Tarm Station.